# Селадес, Альберт
Альбе́рт Села́дес Ло́пес (исп. Albert Celades López; род. 29 сентября 1975[…], Барселона) — испанский футболист и тренер. Выступал на позиции полузащитника. На клубном уровне тренировал «Валенсию». Один из немногих футболистов, игравших и за «Барсу», и за «Реал». В активе у Селадеса имеется 4 матча, которые он провёл за национальную сборную.

## Карьера

### Клубная
Воспитанник кантеры «Барселоны». В основной команде каталонцев дебютировал в сезоне 1995/96. В чемпионате 1997/98 сыграл уже в 36 матчах, а после его завершения был признан лучшим молодым футболистом года.
В 2000 году, транзитом через «Сельту», Селадес оказался в стане принципиальнейших соперников «Барсы» — мадридского «Реала». За 4 года в стане «сливочных» Альберт, однако, игроком основы не стал. В 2003 году «Реал» отдавал Селадеса в аренду «Бордо».
После «Реала» Селадес провёл три сезона в «Сарагосе», сыграв за неё в 71 матче. На закате карьеры на сезон перебрался в клуб MLS «Нью-Йорк Ред Буллз», а в начале 2010 года вместе с другим известным испанским футболистом Агустином Арансабалем сыграл за гонконгский клуб «Китчи» на предсезонном турнире Lunar New Year Cup.

### Международная
Играл за сборные Испании различных возрастов. В главной сборной дебютировал 3 июня 1998 года в матче с командой Северной Ирландии (4:1).
На счету Альберта 4 матча в составе сборной. Вместе с ней он выступал на чемпионате мира 1998 года, где сыграл в 2 матчах.

## Достижения

### Командные
«Барселона»
- Чемпион Испании: 1998, 1999
- Обладатель Кубка Испании: 1997, 1998
- Обладатель Суперкубка Испании: 1996
- Обладатель Кубка обладателей кубков УЕФА: 1996
- Обладатель Суперкубка УЕФА: 1997

«Реал Мадрид»
- Чемпион Испании: 2001, 2003
- Обладатель Суперкубка Испании: 2001, 2003
- Победитель Лиги чемпионов УЕФА: 2002
- Обладатель Суперкубка УЕФА: 2002
- Обладатель Межконтинентального кубка: 2002

### Личные
- Молодой игрок года в Испании («Don Balón», «El País»): 1998